# In vino veritas
In vino veritas é uma expressão latina cuja tradução literal é "no vinho está a verdade". É mencionada nas obras de Plínio, o Velho.

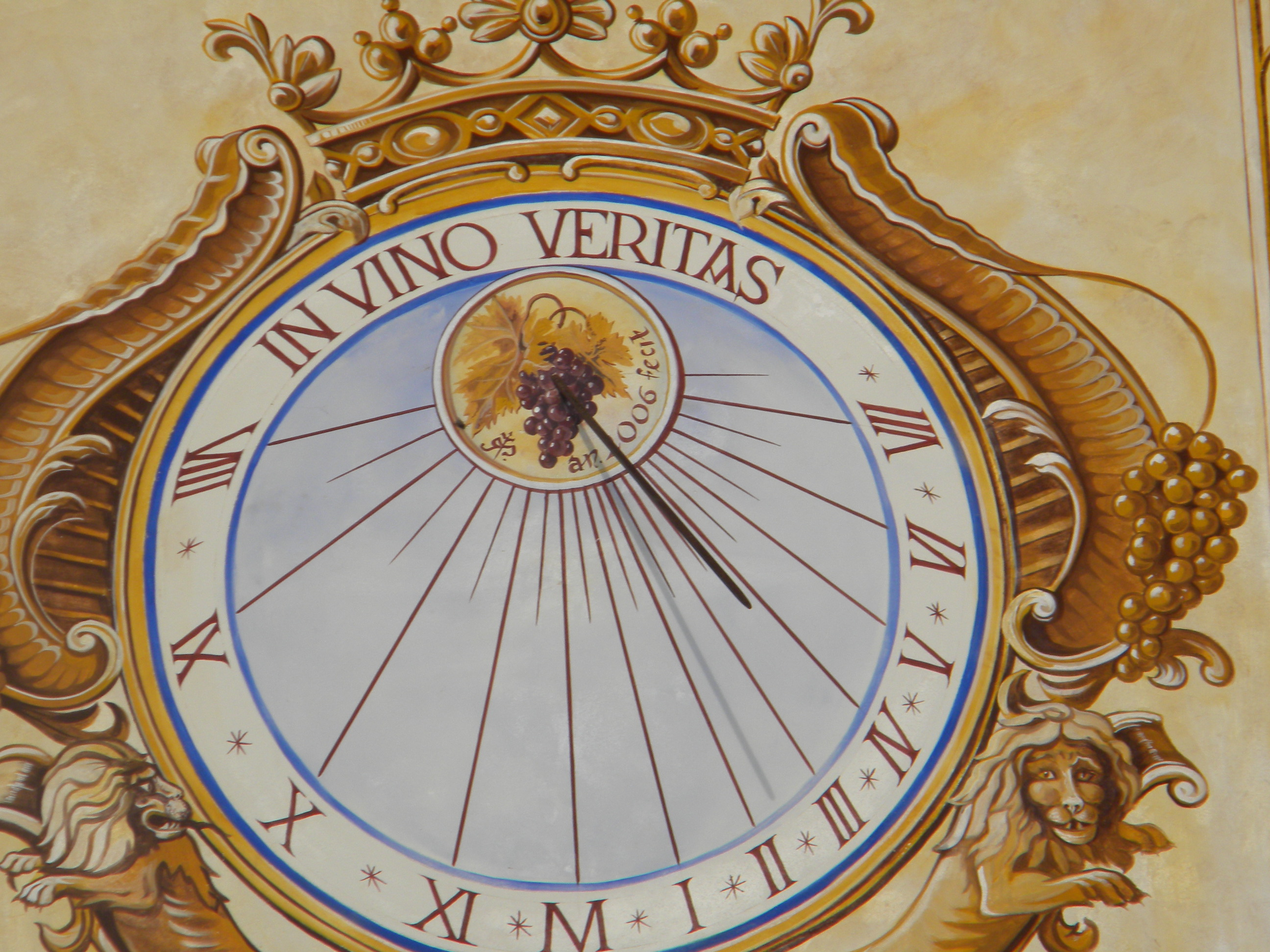
Relógio de sol, no Château de Pommard, uma vinícola situada em Borgonha, na França.

A expressão grega Ἐν οἴνῳ ἀλήθεια/En oino aletheia, que possui o mesmo significado em tradução literal, é atribuída ao poeta grego Alceu de Mitilene. É na obra deste que se encontra a referência mais antiga da máxima, que também foi mencionada posteriormente pelo escritor grego Ateneu de Náucrate.
O historiador romano Tácito relata que os alemães se embriagavam em reuniões de discussões dos concelhos, pois pensavam que sob o efeito do vinho seriam capazes de se expressar com maior sinceridade.
Outras expressões com significados semelhantes existem em outras culturas. A máxima em chinês:  酒後吐真言, por exemplo, é traduzida literalmente como "depois do vinho, temos a palavra verdadeira". Ainda, no Talmude, encontra-se a máxima  em acádio:  נכנס יין יצא סוד, cuja tradução literal é "o vinho vem, o segredo sai".

## Outros usos
In Vino Veritas é o título de um ensaio filosófico escrito em 1844 por Søren Kierkegaard. Trata-se de uma narrativa sobre os cinco discursos do amor presentes no banquete de Platão.
Ainda, InVinoVeritas é o nome da associação enológica do Institut d'études politiques de Paris (Sciences Po), conhecida por organizar o SciencesPo International Tasting (SPIT), considerado pela revista especializada em vinhos La Revue du vin de France como "o mais exigente" dos eventos estudantis voltados à degustação de vinhos.